# Каппа Андромеди
Каппа Андромеди (κ Андромеди) — зоря має позначення Байєра для яскравої зірки в північному сузір’ї Андромеди. Його видно неозброєним оком з видимою візуальною величиною 4,1. Виходячи з рейтингу зірки за шкалою темного неба Бортла, вона достатньо яскрава, щоб її було видно з передмістя та околиць міст, але не з яскраво освітлених районів міста. Вимірювання паралакса, зроблені під час місії Гіппаркос, визничили її відстань приблизно 168 світлових років (52 парсека) від Сонця. Дрейфує ближче з радіальною швидкістю −15 км/с, і існує висока ймовірність (86%), є членом рухомої групи Бети Живописця. У зірки є одна відома екзопланета-супутник, Каппа Андромеди b.